# Buriolestes
Buriolestes schultzi
Genre
Espèce
Buriolestes est un genre éteint de dinosaures, un sauropodomorphe basal. L'holotype a été découvert dans la formation de Santa Maria au Brésil, datée de 233 Ma (millions d'années), du Carnien (Trias supérieur). Il a été trouvé aux côtés de restes d'un Lagerpetidae du genre Ixalerpeton.
Une seule espèce est rattachée au genre, Buriolestes schultzi, décrite par Sérgio Cabreira (d) et son équipe en 2016.

## Classification
L'analyse phylogénétique menée en 2016 par Sergio Cabreira et son équipe classe Buriolestes comme un sauropodomorphe basal. Le cladogramme suivant est issu de cette étude.
- Dinosauria
  - †Ornithischia
  - Saurischia
    - †Herrerasauridae
    - 
      - †Daemonosaurus
      - 
        - 
          - †Tawa
          - †Chindesaurus

        - 
          - †Eodromaeus
          - 
            - †Guaibasaurus
            - 
              - Theropoda
              - †Sauropodomorpha
                - †Buriolestes
                - 
                  - †Eoraptor
                  - 
                    - †Pampadromaeus
                    - 
                      - †Panphagia
                      - 
                        - †Saturnalia
                        - †Chromogisaurus

                      - 
                        - †Pantydraco
                        - 
                          - †Efraasia
                          - †Plateosaurus